# Urugvajski ustavni referendum 1996.
Urugvajski ustavni referendum 1996. održan je u Urugvaju 8. prosinca 1996. Referndumsko pitanje je prihvaćeno s 52,20% glasova za.

## Zahtjevi
Zahtjevi referenduma odobrio je Zastupnički dom Urugvajskog parlamenta 15. listopada 1996. Zahtjevi glase:
- odvajanje općih i lokalnih izbora
- ograničenje broja predsjedničkih kandidata svake stranke na jednog kandidata
- uvođenje drugog kruga, ako nije prijeđena natpolovična većina (50% + 1 glas)
- provođenje predizbora u strankama
- decentralizacija lokalne samouprave

## Ishod
| Izbor                        | Glasovi   | %     |
| ---------------------------- | --------- | ----- |
| ZA                           | 1.015.828 | 52,20 |
| PROTIV                       | 930.288   | 47,80 |
| Nevažeći/prazni listići      | 67.335    | –     |
| Ukupno                       | 2.013.451 | 100   |
| Prijavljeni birači/izlaznost | 2.343.920 | 86,17 |
| Izvor: Direct Democracy      |           |       |

## Poveznice
- Urugvajski referendum 1992.
- Urugvajski referendum u studenom 1994.
- Opći izbori u Urugvaju 1994.